# 待售劇本
待售劇本（spec script，speculative screenplay）是指非因受到委託由而由作者自行撰寫的劇本。待售劇本通常是由希望劇本能被製作人、製片公司或製片廠納入考量或買下的編劇所撰寫。
曾獲得奧斯卡金像獎的待售劇本包括：《末路狂花》（卡莉·克里撰寫，由米高梅在1990年以50萬美元買下）、《心靈捕手》（麥特·戴蒙和班·艾佛列克撰寫，由米拉麥克斯影業在1994年以67.5萬美元買下），以及《美國心玫瑰情》（艾倫·鮑爾撰寫，由夢工廠在1998年以25萬美元買下）。

## 歷史
1933年，普萊斯頓·斯特奇斯售出了據信是好萊塢歷史上第一份的待售劇本。福斯以17,500美元加上後期收益買下《權利與榮耀》（The Power and the Glory）的劇本。該片在商業票房上表現極差。然而，《權利與榮耀》在2014年獲得美國國家電影保護局列入影片登記表中。
在早期，待售劇本在電影業界中並未受到如今日般的普遍認可。恩斯特·萊赫曼提到了《北西北》的原始劇本是如何在他的職業生涯中成為一段不尋常的經歷：
|  | 不論你相信與否，在當年原創劇本並不像今日受到歡迎。在當時原創劇本「十分」不受重視⋯⋯片場、發行商希望讓其他人來認可作品具有發行的價值⋯⋯在當時，如果你參加一場好萊塢人士的聚會，有人會問『恩斯特，你最近在寫些什麼？』而你回答『我在撰寫原創劇本。』他們的反應會是『喔。』⋯⋯就像是他們有點難為情般⋯⋯如果你在撰寫一部完全都由你自行創造的劇本，他們會偷偷想『他現在不行了，在寫什麼原創劇本。』這完全是這個城市在當時的氣氛。 |

1960年代後期，在一場片商的爭奪戰中，威廉·戈德曼以40萬美元將他的《虎豹小霸王》劇本賣給了華納兄弟。該劇本最後贏得了奧斯卡最佳原創劇本獎。這個事件讓更多編劇開始撰寫待售劇本。